# WASP-88
WASP-88 är en ensam stjärna i norra delen av stjärnbilden Indianen. Den har en skenbar magnitud av ca 11,39 och kräver ett teleskop för att kunna observeras. Baserat på parallax enligt Gaia Data Release 3 på ca 1,8 mas, beräknas den befinna sig på ett avstånd på ca 1 830 ljusår (ca 560 parsek) från solen. Den rör sig närmare solen med en heliocentrisk radialhastighet på ca -5 km/s.
En undersökning 2020 observerade en röd dvärg som tänkbar följeslagare till WASP-88, dock med 1,65 procent sannolikhet att den är en orelaterad bakgrundsstjärna.

## Egenskaper
WASP-88 är en gul till vit stjärna i huvudserien av spektralklass F6 V. Den har en massa som är ca 1,5 solmassor, en radie som är ca 2,1 solradier och har en effektiv temperatur av ca 6 500 K.

## Planetsystem
År 2011 upptäcktes en exoplanet WASP-88 b i en snäv, cirkulär bana kring stjärnan. Planetens jämviktstemperatur är 1 636 ± 44 K. Planeten är mycket uppblåst och kan vara ett enkelt mål för atmosfärisk karakterisering. Planetens jämviktstemperatur är 1 775 K. Planetatmosfärens överföringsspektrum är grått och karaktärslöst, vilket förmodligen anger en stor koncentration av dis.
| Planet | Massa                 | Halv storaxel (AE)       | Siderisk omloppstid (d) | Excentricitet | Inklination | Radie              |
| ------ | --------------------- | ------------------------ | ----------------------- | ------------- | ----------- | ------------------ |
| b      | 0,570 +0,077−0,078 MJ | 0,06438 +0,00073−0,00074 | 4,954000 ± 0,000019     | <0,13         | 88,0 ± 1,4° | 1,70 +0,13−0,07 RJ |